# Lou Marini
Louis Marini, noto anche con lo pseudonimo di Blue Lou (Charleston, 13 maggio 1945), è un sassofonista statunitense di origini italiane.
Suona il sax soprano, alto, e tenore, il flauto, l'ottavino, il flauto contralto, il clarinetto e le percussioni. Lavora anche come arrangiatore e compositore.
Il nonno Candido emigrò nel 1904 da Darzo (TN) e si stabilì ad Alliance (Ohio). Dal matrimonio con Silvia Schivalocchi nel 1916 nacquero tre figli, tra cui nel 1921 Louis padre, già maestro della banda della marina militare statunitense.
A dieci anni, Lou prese lezioni di clarinetto dal padre e da Frank Corbi, quindi studiò jazz a Dallas (Texas). Nel 1971 si trasferì a New York.
Fu membro della band dello spettacolo televisivo Saturday Night Live dal 1975 al 1983 e recitò sé stesso nei film The Blues Brothers e Blues Brothers: Il mito continua. Deve la celebrità a queste ed altre apparizioni televisive e cinematografiche, mentre in precedenza fu membro del gruppo Blood, Sweat & Tears. Tra le sue prestigiose collaborazioni figurano Frank Zappa, Dionne Warwick, Aretha Franklin, James Taylor (1995), Stevie Wonder, Diana Ross, Eric Clapton, Bill Evans, Gerry Mulligan, gli Aerosmith, i Rolling Stones, Donald Fagen, Peter Tosh e anche con Ivana Spagna.
Ha dichiarato di essere molto legato all'Italia, in particolare alle terre dei suoi nonni ed alla sua Alfa Romeo spider.
Nel giugno 2010 è stato nominato direttore artistico del primo Brianza Blues Festival presso la Villa Reale di Monza.

## Discografia
- 1967 One o'clock lab band (formazione universitaria della Texas Northern State University)
- 1972 Blood, Sweat & Tears – New blood; Sunshine - Sunshine
- 1973
  - Blood, Sweat & Tears – No sweat
  - B.J. Thomas - Songs
- 1974 
  - B.J. Thomas – Longhorn & london bridges (flauto, ottavino, sax)
  - Lou Reed – Sally can't dance
- 1976 
  - Elliott Murphy – Night lights
  - Walter Murphy – Fifth of Beethoven
  - Ringo Starr – Ringo's rotogravure
- 1977 
  - D.C. Larue – Ten dance

- - Laso – Laso
  - Andy Pratt – Shiver in the night

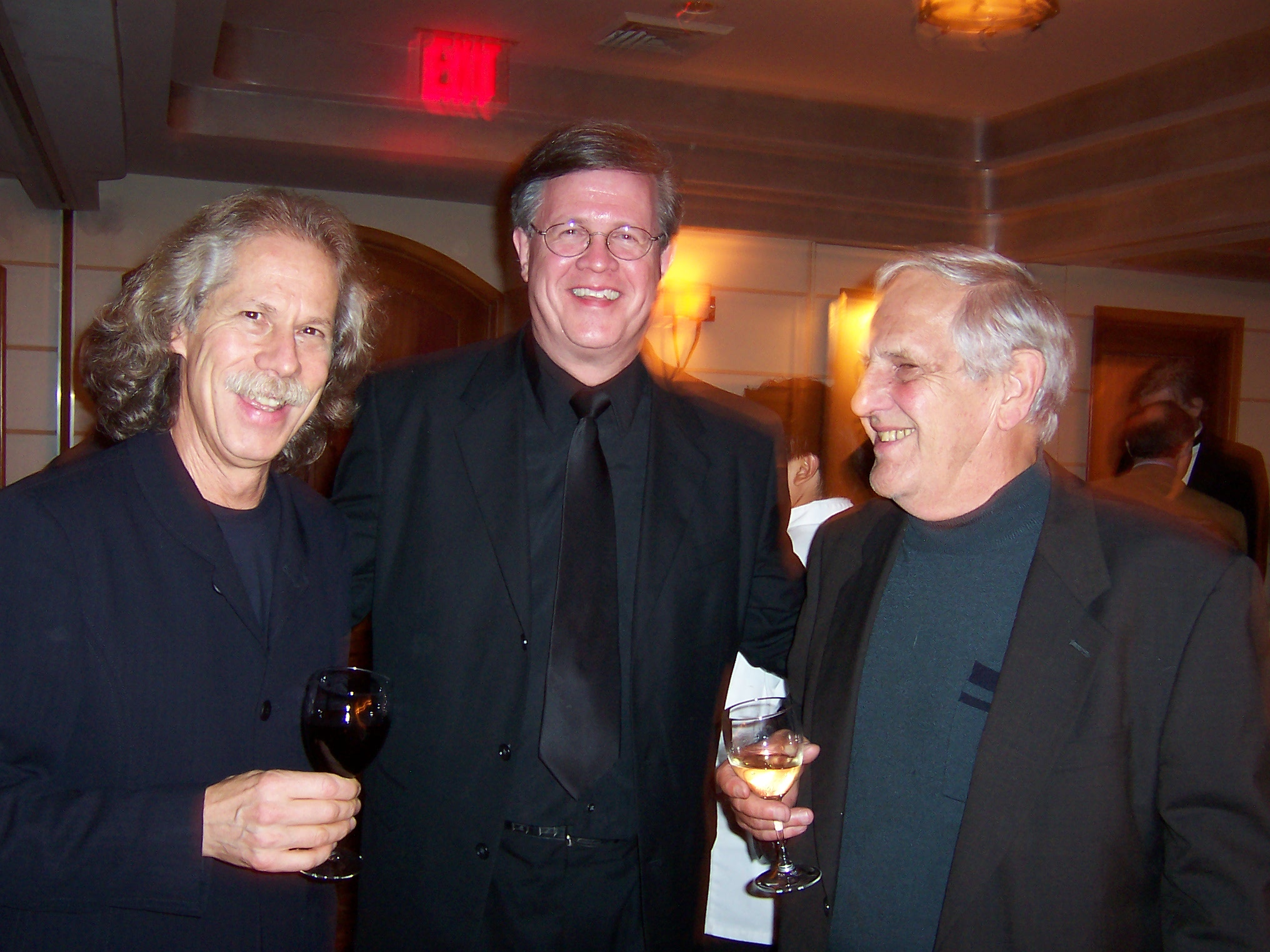
Lou Marini con Ray Reach ed Ernie Stires

  - Jess Band Roden – Player not the game
  - Neil Sedaka – Song (clarinetto, sax)
  - John Tropea – Short trip to space
  - Patti Austin – Havana candy
- 1978 
  - Blues Brothers – Briefcase full of blues (sax, voce)
  - Cindy Bullens – Desire wire
  - Boyzz – Too wild to tame
  - Mike Mandel – Sky music
  - Kate Taylor – Kate Taylor
  - Thijs Vanleer – Nice to have met you
  - T. life – That's life
  - Frank Zappa – Zappa in New York
  - Levon Helm – Levon Helm & the rco all-stars
  - Wiz – Wiz
- 1979 
  - Magnet – Worldwide attraction
  - Robben Ford – Inside story
  - John Tropea – To touch you again
  - Larry Applewhite – larry applewhite (flauto, sax)
  - Bobbi Humphrey – Good life
  - Aerosmith – Night in the ruts
  - Michael Franks – Tiger in the rain
  - Peter Tosh – Mystic man
- 1980 
  - Cameo – Feel me
  - Deodato – Night cruiser
  - Blues Brothers – Made in America
  - Manu Dibango – Gone clear
  - Brecker brothers – Don't stop the music
  - Blues Brothers – Blues Brothers (colonna sonora del film) (sax, voce)
- 1981 
  - Blues Brothers – Best of the blues brothers
  - J. band geils – Freeze frame
  - Meat Loaf – Dead ringer
  - Lena Horne – Live on broadway (strumenti ad ancia)
  - Peter Tosh – Wanted dread & alive
  - Manu Dibango – ambassador
- 1982 Luther Vandross – Forever for always for love
- 1983 
  - Garland Jeffreys – Guts for love
  - Marvin Stamm – Stampede
  - Carly Simon – Hello big man
  - Spyro Gyra – City kids
- 1985 John Tropea – Nyc cats direct (flauto, strumenti ad ancia, sax)
- 1987 Claude Nougaro – Nougayrock
- 1988 
  - Artisti vari – Great outdoors (colonna sonora)
  - Love & money – Strange kind of love
  - B.B. King – King of blues
  - Cornell Dupree – Coast to coast
  - Michael Gibbs – Big music (flauto, sax)
- 1989 
  - Jimmy Buffett – Off to see the lizard
  - Phoebe Snow – Something real
  - Dionne Warwick – Sings cole porter
  - Maureen McGovern – Naughty baby
  - GRP Records – Grp: on the cutting edge
- 1990 
  - Closer than ever – Closer than ever
  - Eddie Palmieri – Unfinished masterpiece
  - Hank Crawford – Groove master
- 1992 
  - J. band geils – Houseparty: anthology
  - Ray Simpson – Ray Simpson
  - Maureen McGovern – Baby i'm yours (flauto, sax)
  - Love Songs – Love Songs
  - One o'clock lab band – Best of one o'clock
  - Hank Crawford – South central
  - Frank Zappa – You can't do that on stage anymore, vol. 6
  - Blues Brothers – The definitive collection
- 1993 
  - Dina Carroll – So close
  - Donald Fagen – Kamakiriad (clarinetto, flauto, sax)
  - Laura Nyro – Walk the dog & lite the lite (flauto, strumenti ad ancia)
  - Joe Roccisano – Shape i'm in (flauto, sax)
  - Jill Ohara – Jill O'Hara
- 1994 
  - Tribute to Curtis Mayfield (flauto, sax)
  - Milton Nascimento – Angelus (flauto)
  - Aretha Franklin – Greatest hits (1980-1994)
  - Ann Hampton Callaway – Bring back romance (flauto irlandese, sax)
- 1995 
  - Repercussions – Earth and heaven (flauto, sax)
  - Joe Roccisano – Leave your mind behind (flauto, sax)
  - Raw stylus – Pushing against the flow (flauto, sax)
  - Denise Jannah – I was born in love with you
  - Jesse "wild bill" Austin – Baby's back (sax, arrangiamento dei fiati)
  - Harvey Thomas – Highways of gold (ottavino, sax)
- 1996 
  - Harolyn Blackwell – Sings bernstein (flauto, sax)
  - Tom Pierson – Planet of tears
  - Frank Zappa – Läther
  - Freddy Cole – It's crazy, but i'm in love
  - Family thing – Family thing
  - Michael Gibbs – Big music (flauto, sax)
  - Maureen McGovern – Out of this world (flauto, sax)
- 1997 
  - Laura Nyro – Stoned soul picnic: the best of lau (flauto, percussioni)
  - Maureen McGovern – Music never ends (flauto, sax)
  - Eddie King – Another cow's dead (arrangiamento, sax)
  - Frank Zappa – Have I offended someone?
- 2003 Lou Marini and the Magic City Jazz Orchestra – Lou's Blues